# Can Manyans
Can Manyans o Can Manyà és una masia situada al veïnat de les Masies de Sant Amanç, dins del terme municipal d'Anglès (la Selva). Aquesta masia se situa entre els masos de Can Camps i Can Murtra, enclavat en els (valgui la redundància) camps de Can Manyans. Se situa a 310 msnm, flanquejat pel sot de can Murtra. Forma part de l'Inventari del Patrimoni Arquitectònic de Catalunya.

## Descripció
És un edifici rectangular i aïllat de dues plantes amb coberta de dues vessants a laterals. A la banda nord-est hi ha un paller de planta quadrada, obert a llevant i coberta de doble vessant. Les obertures de la casa són, a excepció de finestres petites emmarcades de pedra, fetes de pedra, de pedra i rajols o de rajols amb llinda de fusta. Els angles del mas són reforçats amb grans blocs ben escairats. Pel que fa al paller proper a la casa, té dos plantes separades per un sòl de fusta en molt mal estat i un sostre de bigues de fusta i teula. A la façana hi ha restes d'un rellotge de sol amb pintura blava i blanca. Actualment, la conservació del mas és dolenta, ja que hi ha una part del sostre que està enfonsat i diverses esquerdes importants a la façana.

## Història
Can Manyans té la seva història lligada a la família Camps, històrics amos de Can Camps, doncs inicialment aquest mas era una propietat annexa a la finca mencionada. No va ser fins a inicis del segle xxi que es va tramitar legalment la seva independència parcel·lària, establint-la com a propietat independent per l'aleshores propietari Ramon Esteba Masbeya, per a vendre-la al seu actual propietari.